# Optivus agastos
Optivus agastos är en fiskart som beskrevs av Martin F. Gomon 2004. Optivus agastos ingår i släktet Optivus och familjen Trachichthyidae. Inga underarter finns listade i Catalogue of Life.